# Jean-Baptiste Frener
Jean-Baptiste Frener (Lucerna, 10 dicembre 1821 – Città del Guatemala, 30 aprile 1892) è stato un incisore, disegnatore e numismatico svizzero naturalizzato guatemalteco, che disegnò l'Emblema del Guatemala.

Il simbolo del Guatemala opera di Jean-Baptiste Frener

Jean-Baptiste Frener, svizzero di nascita visse in Guatemala dal 1854 fino al 1892, anno della sua morte. Nel 1854, a 31 anni,  venne contattato dal Guatemala come funzionario della Casa de la Moneda   durante il governo di Rafael Carrera.  Frener allora aveva già inciso delle medaglie commemorative per Giuseppe Verdi e per il suo Guglielmo Tell.
La sua prima opera in America fu un ritratto del presidente Rafael Carrera e una litografia del Teatro di Plaza Vieja. entrambe del 1856. In seguito realizzò medaglie commemorative della repubblica e le effigi delle monete compiendo un eccellente lavoro nel campo delle incisioni. Queste sono considerate le migliori della storia guatemalteca.
Il 19 aprile 1860 fu promosso a direttore della Casa de la Moneda ed ebbe anche un contratto da insegnante. Nel 1871, in occasione dei 50 anni di indipendenza dalla Spagna, il presidente della Repubblica, Miguel García Granados, ed il parlamento scelsero il bozzetto di Frener come emblema nazionale.
Morì il 30 aprile 1892 a Città del Guatemala, ed è  sepolto nel cimitero generale.